# Каржинська затока
Каржѝнська затóка – затока Чорного моря в Скадовському районі Херсонської області. Частина Джарилгацької затоки та входить до складу водно-болотних угідь міжнародного значення.

## Опис
Заглиблюється в суходіл на 6 км. Глибина до 10 м, дно піщане, мулисте. Солоність води 14–16 ‰. В затоці біля Каржинського мису – 2 острови, розділені між собою протокою з мулистим дном. 

## Живий світ
На берегах затоки зимують перелітні птахи (взимку скупчується до 10 тис. особин). Переважають мартини, качки, чаплі, кулики, баклани, зрідка трапляються лебеді. З квіткових рослин поширена зостера (іноді утворює густі зарості), з зелених водоростей – ульва (морський салат). Є медузи, молюски, ракоподібні. В Каржинській затоці знаходиться 3,5 тис. кв. м. лікувальних грязей, створеним багато віків харовими водоростями.